# Himertosoma rufum
Himertosoma rufum là một loài tò vò trong họ Ichneumonidae.